# Мисури
Мисури (енгл. Missouri), држава је која се налази на Средњем западу САД. Према северу се граничи са Ајовом, према истоку са Илиноисом, Кентакијем и Тенесијем, према југу са Арканзасом а према западу са Оклахомом, Канзасом и Небраском. Према попису из 2010. Мисури је имао 5.988.927 становника, што га сврстава на 18. место у САД и пето место на Средњем западу. 
Мисури има 114 округа и један независан град. Главни град Мисурија је Џеферсон Сити. Четири највеће агломерације у Мисурију су Сент Луис, Канзас Сити, Спрингфилд и Колумбија.

## Демографија
| 1900.     | 1910.     | 1920.     | 1930.     | 1940.     | 1950.     | 1960.     | 1970.     | 1980.     | 1990.     | 2000.     | 2010.     |
| --------- | --------- | --------- | --------- | --------- | --------- | --------- | --------- | --------- | --------- | --------- | --------- |
| 3.106.665 | 3.293.335 | 3.404.055 | 3.629.367 | 3.784.664 | 3.954.653 | 4.319.813 | 4.676.501 | 4.916.686 | 5.117.073 | 5.595.211 | 5.988.927 |